# Ruud Nederveen
Rudolfus Theodorus Maria (Ruud) Nederveen (Voorhout, 10 januari 1956) is een Nederlands politicus van de VVD.
Hij heeft aan de Academie voor Toegepaste Kunsten in Maastricht beeldhouwkunst gestudeerd (1974-1976), vervolgens theologie aan de Universiteit van Nijmegen (1976-1979) en daarna toneeldans aan het Rotterdams Conservatorium (1979-1981). Na die studie heeft Nederveen enkele jaren gewerkt als freelance choreograaf voordat hij in 1984 ging werken bij Nederveen & Partners (adviesbureau voor kunsten, financiën en beleid).
Nederveen is eigenaar geweest van de Harsta State in Hogebeintum. In de periode 1996 tot 2002 studeerde hij rechten aan de Universiteit van Amsterdam. Hierna werd hij in 2002 gekozen tot VVD-gemeenteraadslid in Amsterdam. In die hoedanigheid was hij in 2009 lid van de Enquêtecommissie Noord/Zuidlijn. In dat jaar werd hij benoemd tot burgemeester van Bloemendaal.
Op 28 juli 2014 raakte Nederveen in opspraak na een uitzending van EenVandaag. Hierin kwam onder andere naar voren dat hij zijn werk als accountant bij Nederveen & Partners niet naar behoren zou hebben gedaan. Ook over zijn werk als burgemeester werd zeer negatief gesproken. Nederveen zag ervan af zijn eigen visie te geven op datgene wat in de uitzending naar voren werd gebracht. Op 21 januari 2015 werd bekend dat Nederveen met onmiddellijke ingang zijn functie als burgemeester van Bloemendaal had neergelegd.